# Roques Llongues
Les Roques Llongues són tres roques de 1.723, 1704 i 1.622 metres que es troben al municipi de Montellà i Martinet, a la comarca de la Baixa Cerdanya.